# Cap de la Pelosa
El Cap de la Pelosa és una muntanya de 1.449 metres que es troba al municipi de Gisclareny a la comarca del Berguedà.